# Thongchai Jaidee
Thongchai Jaidee (em tailandês:  ธงชัย ใจดี; nascido em 8 de novembro de 1969) é um jogador tailandês de golfe profissional que atualmente joga nos torneios do European Tour e do Asian Tour.
No golfe dos Jogos Olímpicos de Verão de 2016, realizados no Rio de Janeiro, Brasil, terminou sua participação na competição de jogo por tacadas individual masculino na décima quinta posição, com 279 tacadas (70-75-67-67), cinco abaixo do par, representando Tailândia.

## Vitórias profissionais

### Vitórias no European Tour (8)
| N.º | Data                    | Torneio                       | Pontuação vencedora   | Margem de vitória | Vice-campeão(ões)                                                     |
| --- | ----------------------- | ----------------------------- | --------------------- | ----------------- | --------------------------------------------------------------------- |
| 1   | 22 de fevereiro de 2004 | Carlsberg Malaysian Open1     | −14 (71-71-64-68=274) | 2 tacadas         | Brad Kennedy                                                          |
| 2   | 20 de fevereiro de 2005 | Carlsberg Malaysian Open1 (2) | −21 (64-66-67-70=267) | 3 tacadas         | Jyoti Randhawa                                                        |
| 3   | 1 de março de 2009      | Enjoy Jakarta Indonesia Open1 | −12 (71-69-67-69=276) | 2 tacadas         | Simon Dyson, Alexander Norén, Steve Webster                           |
| 4   | 26 de abril de 2009     | Ballantine's Championship1    | −4 (66-71-77-70=284)  | Playoff           | Gonzalo Fernández-Castaño, Kang Sung-hoon                             |
| 5   | 3 de junho de 2012      | ISPS Handa Wales Open         | −6 (71-68-67-72=278)  | 1 tacada          | Thomas Bjørn, Gonzalo Fernández-Castaño, Joost Luiten, Richard Sterne |
| 6   | 1 de junho de 2014      | Nordea Masters                | −16 (69-70-68-65=272) | Playoff           | Victor Dubuisson, Stephen Gallacher                                   |
| 7   | 27 de setembro de 2015  | Porsche European Open         | −17 (68-68-64-67=267) | 1 tacada          | Graeme Storm                                                          |
| 8   | 3 de julho de 2016      | Open de France                | −11 (67-70-68-68=273) | 4 tacadas         | Francesco Molinari                                                    |

1 Cossancionado com o Asian Tour
Recorde de playoff do European Tour (2–0)
| N.º | Ano  | Torneio                   | Adversários                               | Resultado                                  |
| --- | ---- | ------------------------- | ----------------------------------------- | ------------------------------------------ |
| 1   | 2009 | Ballantine's Championship | Gonzalo Fernández-Castaño, Kang Sung-hoon | Venceu com birdie no primeiro buraco extra |
| 2   | 2014 | Nordea Masters            | Victor Dubuisson, Stephen Gallacher       | Venceu com birdie no primeiro buraco extra |